# 希爾梅克河
51°18′32″N 8°30′11″E / 51.3089306°N 8.5031472°E
希爾梅克河（德語：Schirmecke），是德國的河流，位於該國西部，處於北萊茵-威斯特法倫州，屬於魯爾河的右支流，流經上紹爾蘭縣，河道全長2公里，流域面積2.4平方公里。